# Mind Blowin'
Mind Blowin' è il secondo album in studio del rapper statunitense Vanilla Ice, pubblicato nel 1994.

## Tracce
1. Live Intro – 0:51
2. Fame – 4:15
3. Get 'Em Now – 0:08
4. The Wrath – 4:20
5. Roll 'Em Up – 4:30
6. Hit 'Em Hard – 3:10
7. Smooth Interlude – 0:31
8. Now And Forever – 3:40
9. Iceman Party – 3:34
10. Oh My Gosh – 3:25
11. Minutes Of Power – 3:50
12. I Go Down – 3:27
13. Bullet On The Chart – 0:28
14. Phunky Rhymes – 3:47
15. Blowin' My Mind – 3:18
16. Son Of A Gun – 0:07
17. Get Loose – 3:41